# Douglas A-26 Invader
Pour les articles homonymes, voir A-26.
Le Douglas A-26 Invader est un avion d'attaque au sol américain de la Seconde Guerre mondiale.
Cet appareil a changé de sigle en cours de carrière : avant 1948, il existait deux catégories de bombardiers dans l'USAAF :
- bombardement moyen ou lourd, désigné par la lettre « B » (Bomber) tels le B-17 Flying Fortress, le B-24 Liberator, le B-25 Mitchell, etc.
- bombardement léger et attaque au sol, désigné par la lettre « A » (Attack) comme le Douglas A-20 Havoc prédécesseur de l’Invader, ou l’A-36 Apache/Invader.

C’est à cette dernière catégorie qu’appartenait le Douglas Invader, qui portait donc le sigle A-26. Il n’y avait donc pas de risque de le confondre avec le bombardier moyen Martin B-26 Marauder. Cependant, en juin 1948, la catégorie « A » fut supprimée. Tous les Martin B-26 Marauder ayant été retirés du service cette année-là, le A-26 fut donc rebaptisé B-26. C’est pourquoi on ne parlera de A-26 que durant la Seconde Guerre mondiale. Dans l’après-guerre, l'appareil sera désigné B-26.

## Conception
Le Douglas A-26 Invader correspond à une spécification de 1940 de l'USAAF concernant un bombardier léger pouvant aussi bien intervenir à basse altitude pour un mitraillage que pour un bombardement précis à moyenne altitude. Afin d'assurer sa défense sans chasseur d'escorte, l'A-26 doit être à la fois bien armé et rapide.
Le prototype, nommé XA-26 effectue son premier vol en juillet 1942. Il reprend la structure de l'A-20 Havoc, son prédécesseur.

## Engagements
Le A-26 Invader est le premier appareil de l’USAF à avoir participé à trois guerres (Seconde Guerre mondiale, guerre de Corée et guerre du Viêt Nam).

### Seconde Guerre mondiale
L'A-26 entre en service assez tard dans la guerre. En effet, en raison du manque de moyens de production, en particulier de machine-outils, sa fabrication prend du retard. Ainsi, en mars 1944, seuls 21 appareils sont prêts.
Il faut attendre le 6 septembre 1944 et un raid de 18 A-26 du 386th BG de la 9th USAAF sur Brest pour assister à la première sortie opérationnelle de l'Invader au cours de la Seconde Guerre mondiale.
L'A-26 a été utilisé par l'USAAF aussi bien dans le Pacifique qu'en Europe.
De par ses caractéristiques, l'A-26 est l'appareil par excellence des forces tactiques. Aussi, en Europe, on le retrouve dans la 9th USAAF sur l'ETO et dans la 12th USAAF sur le MTO.
Dans le Pacifique, il sert au sein des 5th USAAF et 7th USAAF.
En Europe, le A-26 effectue sa dernière mission le 3 mai 1945 en participant au bombardement d'une usine en Tchécoslovaquie. Dans le Pacifique, il effectue sa dernière sortie le 12 août 1945.
Avec la fin de la guerre, la fabrication cesse et les contrats sont annulés. De fait, l'A-26 Invader n'a été produit qu'à 2 450 exemplaires.

### Guerre de Corée

Bombardement par un A-26 Invader de positions communistes en Corée du Nord.

Il est le premier appareil américain à intervenir pendant la guerre de Corée. À partir de février 1951, il est équipé du radar MPQ-2 qui améliore la précision des bombardements nocturnes.

### Guerre d'Indochine

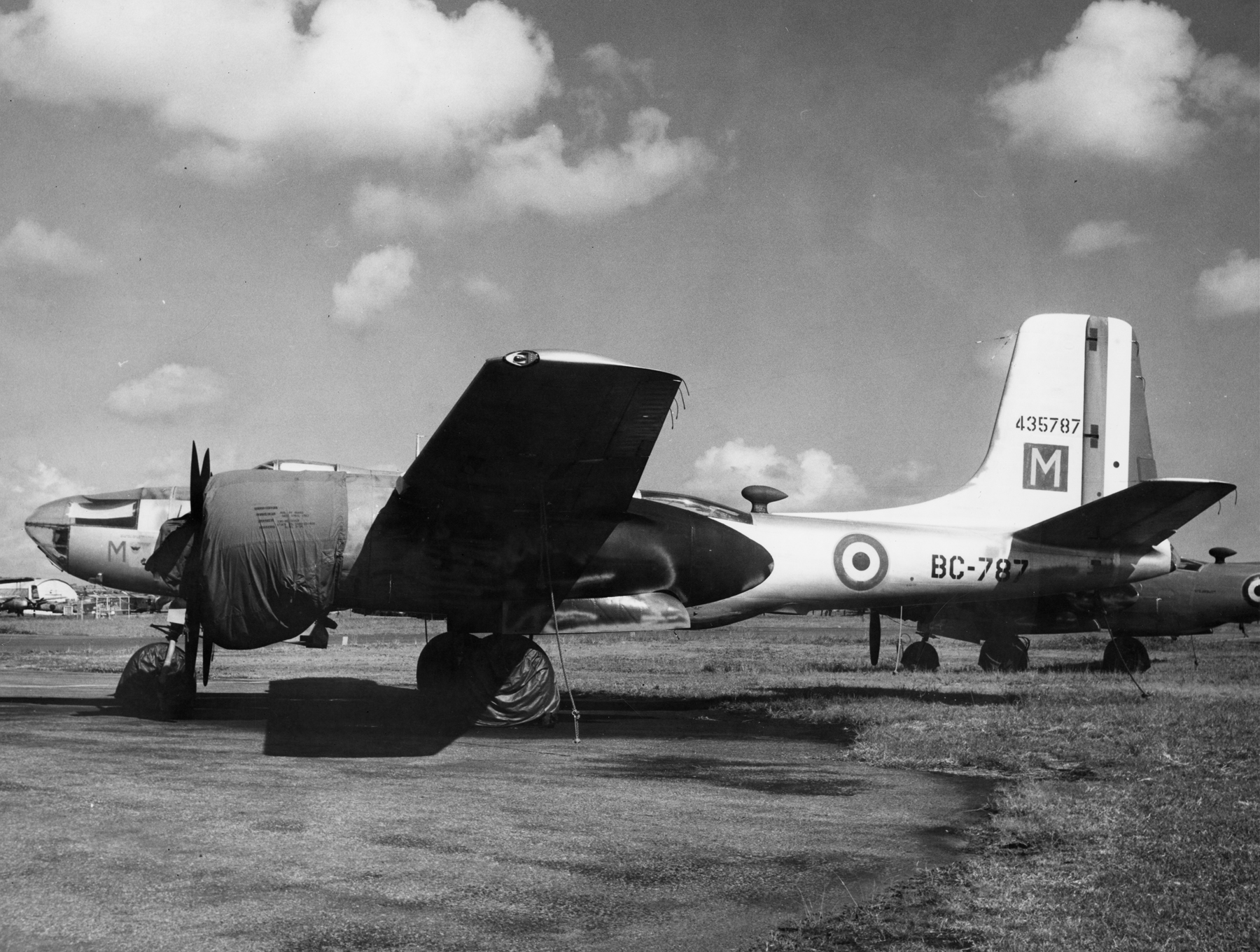
Un A-26C français utilisé pendant la guerre d'Indochine.

À partir de 1951, sur l'impulsion du général de Lattre, environ 110 appareils sont utilisés par l'armée de l'air française pendant la guerre d'Indochine au sein des groupes de bombardement et de reconnaissance (GB 1/19 Gascogne, ERP 2/19 Armagnac, GB 1/25 Tunisie et GB 1/91 Bourgogne).
Ils opèrent la plupart du temps en soutien des forces au sol, notamment pendant le siège de Diên Biên Phu, durant lequel 7 Invader sont détruits par la DCA du Vietminh.

### Guerre d'Algérie
Les Invader survivants de la guerre d'Indochine sont encore utilisés par l'armée de l'air française lors de la guerre d'Algérie. Leur première grosse opération sur ce théâtre a lieu le 15 mars 1957.
Les combattants algériens de l'Armée de libération nationale (ALN), craignent cet appareil rapide et à l'armement meurtrier autant que les (rares) avions à réaction utilisés dans ce conflit : « Si le B-26, le Mistral et en général tous les avions à réaction (…) sont considérés comme dangereux, c’est uniquement en raison de la soudaineté de leur arrivée et du fait qu’ils ne cerclent pas autour de leur objectif avant d’attaquer. »
Plusieurs B-26C sont modifiés en chasseurs nocturnes B-26N équipé d'un radar AI Mk. X provenant d'un Gloster Meteor. Selon un article de 1998, en 1961, ils interceptent 38 avions légers et hélicoptères, en abattant neuf.

### La baie des Cochons et autres actions secrètes
Pour le débarquement de la baie des Cochons, la CIA équipe la « Fuerza Aérea de Liberación » (FAL) anticastriste de 16 à 18 B-26B. Sans escorte ni armement défensif, ils sont particulièrement vulnérables aux T-33 Shooting Star castristes : sept d'entre eux sont abattus pendant les opérations.
De son côté, la Fuerza Aérea Revolucionaria (FAR) dispose de six 6 B-26C qui ont aussi participé aux combats.
Précédemment, la CIA a employé des B-26 dans une action secrète la première fois en 1958 en Indonésie : une demi-douzaine d'exemplaires sont fournis aux rebelles opposés au président indonésien Soekarno. L'un d'entre eux est abattu et son pilote, Allen Lawrence Pope, est capturé, ce qui entraîne l'arrêt soudain de l'opération.
La CIA engage également des B-26 pilotés par des exilés cubains de 1964 à 1967 au Congo contre la rébellion Simba.

### Guerre du Viêt Nam
Le B-26 reprend du service dans le Sud-Est asiatique entre les mains des Américains et plus exactement de la CIA. En avril 1961, quatorze B-26 sans marques sont basés en Thaïlande pour opérer au Laos contre l'avance du Pathet Lao dans la plaine des Jarres et l'armée nord-vietnamienne le long de la piste Hô Chi Minh.
Cependant, à cause du retentissement des opérations de la CIA à la baie des Cochons, le président Kennedy annule leurs missions de bombardement.
Toujours en avril 1961, l'USAF créé à Eglin AFB en Floride une unité spécialisée dans la contre-insurrection équipée de divers appareils, dont des B-26, qui prend le nom de Air Commandos. Dès novembre 1961, ils sont engagés au Sud-Viêt Nam dans une opération baptisée Farm Gate visant les rebelles du Vietminh. Les B-26 se montrent d’une assez grande efficacité. Cependant les Américains ne parviennent pas à reproduire l’emploi intensif que les Français avaient fait de cet appareil entre 1951 et 1953, car ces avions restent peu de temps au Viêt Nam. La perte d’un de ces appareils et de son équipage, due à une fatigue de la structure alaire, met un terme à la carrière de ces machines au Viêt Nam au cours de l’année 1964.
En mai 1966, à nouveau pour tenter d'interdire la piste Hô Chi Minh au Laos, le Detachment 1, 603d Air Commando Squadron (ACS) est déployé en Thaïlande à Nakhon Phanom Royal Thai Air Force Base. Ce détachement est équipé de B-26K, une version rénovée de l'Invader. Le gouvernement thaï étant gêné d'avoir des « bombardiers » étrangers sur son territoire, le secrétaire de l'Air Force renomme ces appareils en avions d'attaque A-26A. Connus par leur indicatif radio « Nimrod », ces A-26 opèrent jusqu'en 1969.

## Variantes
- XA-26 (prototype)
- A-26A (23 exemplaires)

Canon de 75 mm dans le nez
- A-26B (1 335 exemplaires)

6 mitrailleuses de 12,7 mm et 10 mitrailleuses de 12,7 mm en option. Cet appareil était baptisé straffer, le straffing étant le mitraillage au sol.
- A-26C (1 091 exemplaires)

6 mitrailleuses de 12,7 mm sur les ailes, une tourelle ventrale (avec 2 mitrailleuses de 12,7 mm) et une tourelle supérieure (avec 2 mitrailleuses de 12,7 mm). Nez en plexiglas (meilleure visibilité), en particulier lorsque le A-26 est configuré en version bombardement. Dans ce cas, l'équipage passe à 4 membres (ajout d'un bombardier). Cet appareil était baptisé
leader, car il était capable de guider une formation de A-26B straffer.
- RB-26 C: B-26C modifié en appareil de reconnaissance photo, désigné FA-26 avant 1962.
- TB-26B/C : Plusieurs B-26B et C modifiés en appareil d'entrainement.
- VB-26B : B-26B modifié en transport rapide.
- JD-1 : B-26C modifié en avion utilitaire pour le compte de l'US Navy, devenu UB-26J en septembre 1962[13].
- JD-1D : B-26C modifié en avion de guidage pour les avions cibles téléguidés pour le compte de l'US Navy, devenu DB-26J en septembre 1962.

## Galerie d'images

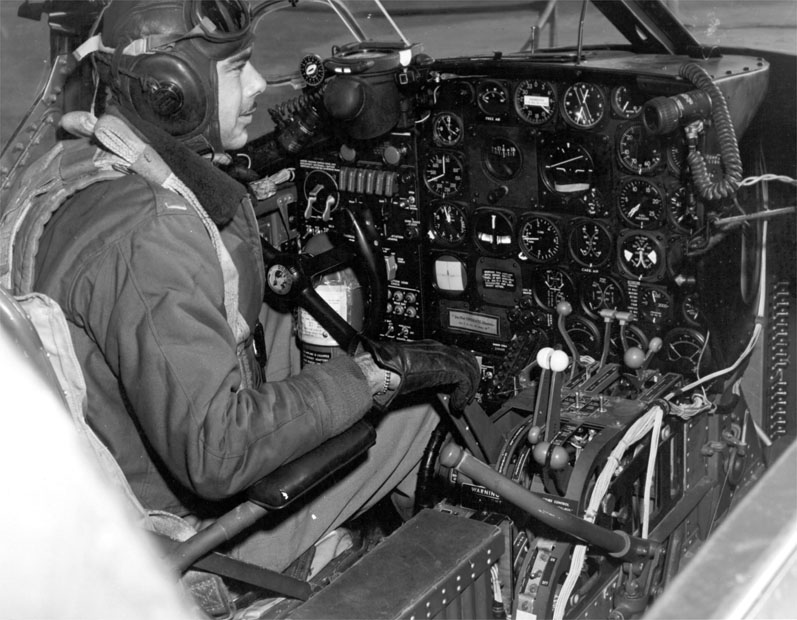
Le poste de pilotage.
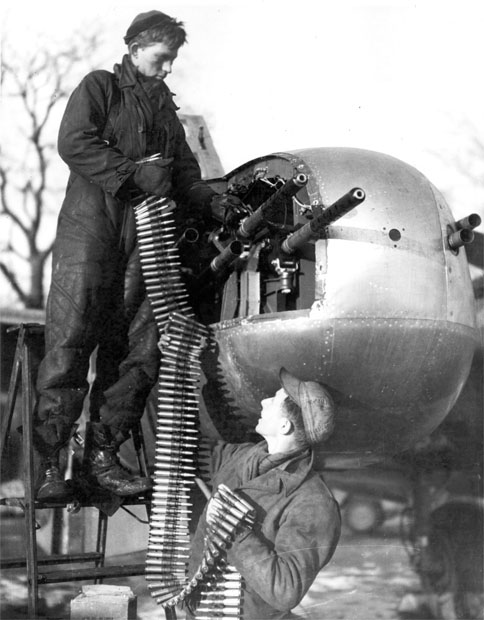
Approvisionnement des mitrailleuses.
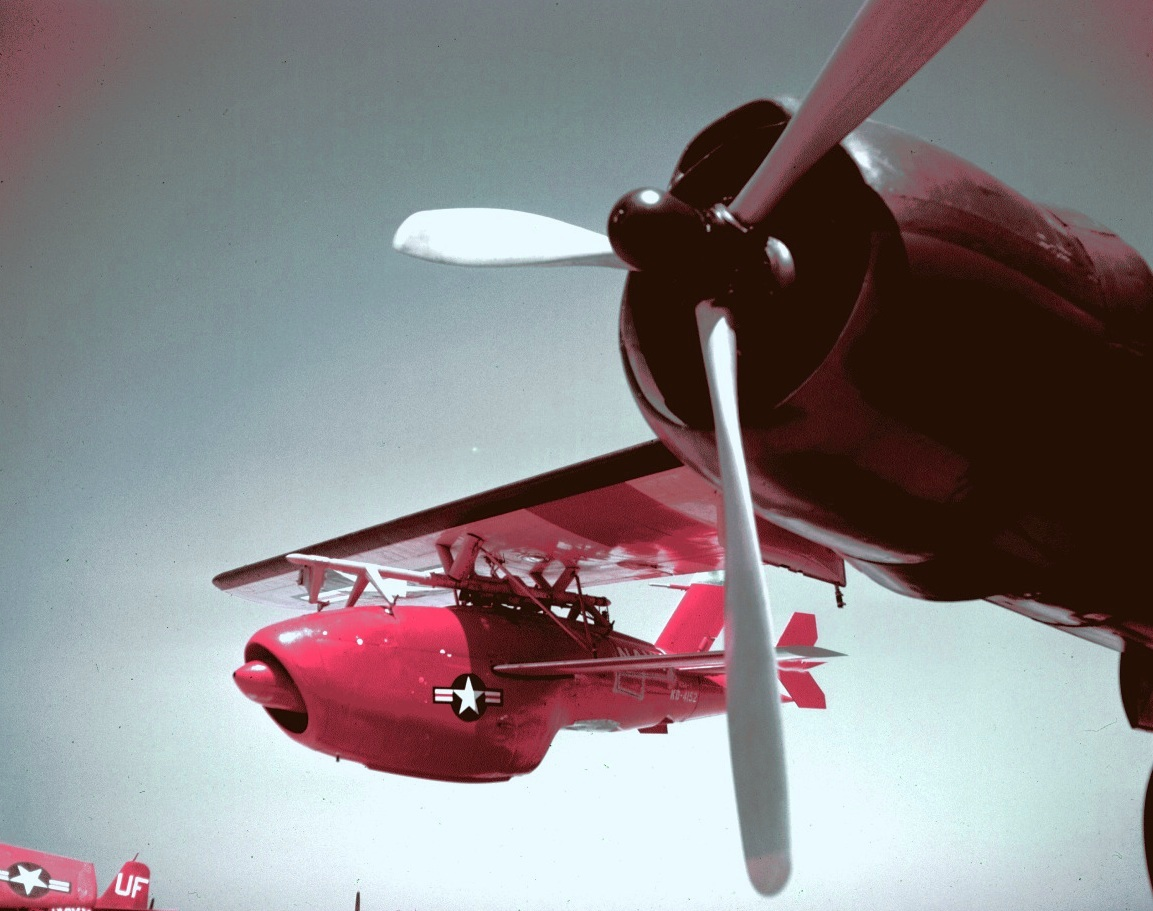
Drone cible KDA Firebee sous l'aile d'un JD-1 Invader.

### Développement lié
- A-20 Havoc

### Aéronefs comparables
- Bristol Brigand
- Junkers Ju 288
- Tupolev Tu-2